# Delosperma congestum
Delosperma congestum es una especie de planta suculenta perteneciente a la familia de las aizoáceas. Es nativa de Sudáfrica.

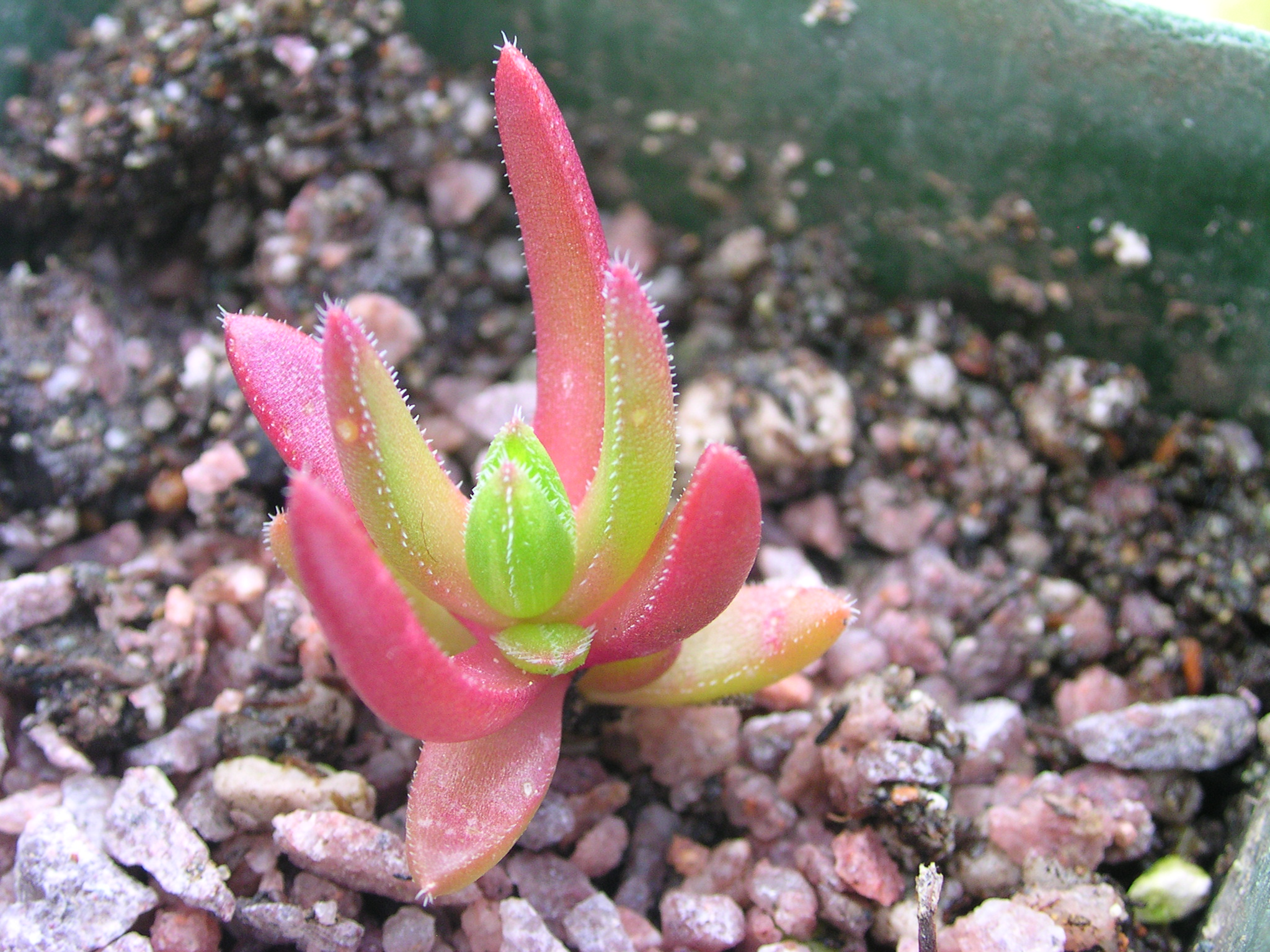
Detalle de la planta.

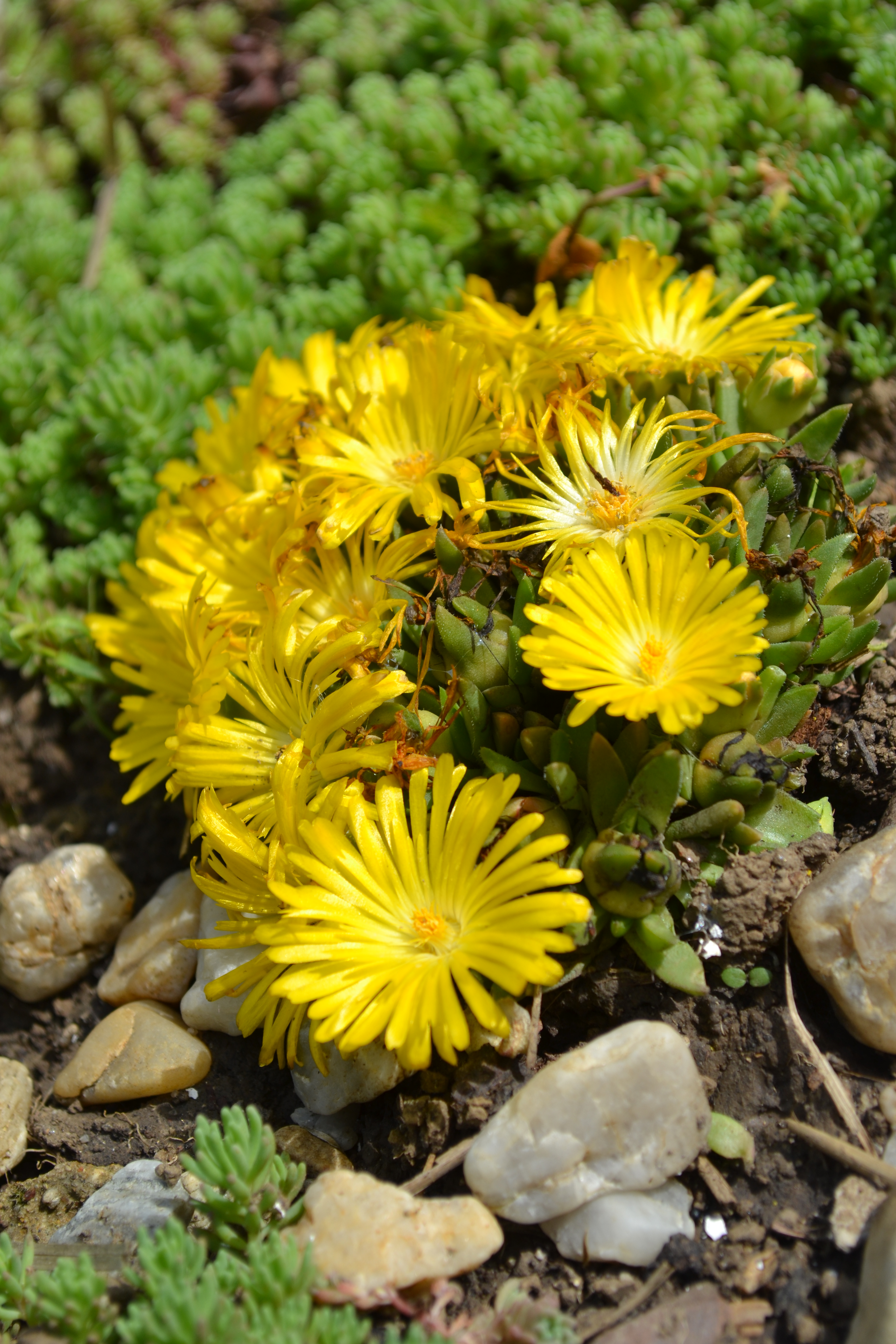
Detalle de las flores.

## Descripción
Es una pequeña planta suculenta perennifolia que alcanza un tamaño de 13 cm de altura, que forma en invierno un tapiz de hojas en las laderas de rocas a una altitud de  3400 metros en Sudáfrica y Lesoto.

## Taxonomía
Delosperma congestum fue descrita por Harriet Margaret Louisa Bolus y publicado en Notes Mesembryanthemum [H.M.L. Bolus] 3: 270. 1954
Etimología
Delosperma: nombre genérico que deriva de las palabras griegas: delos = "abierto" y sperma = "semilla"  donde hace referencia al hecho de que las semillas son visibles en las cápsulas abiertas.
congestum: epíteto latino que significa "congestionado".